# Менди (филм)
Менди (енгл. Mandy) је белгијско-амерички акциони хорор филм из 2018. године, добитник Награде Сатурн за најбољи филм независне продукције. Редитељ и сценариста филма је Панос Косматос, а продуцент Елајџа Вуд. Главне улоге тумаче: Николас Кејџ, Андреа Рајзборо, Лајнус Роуч и Бил Дјук.
Премијера филма је била 19. јануара 2018. на Филмском фестивалу Санденс, док се са приказивањем у биоскопима почело 14. септембра 2018. Иако није остварио комерцијални успех, филм је добио похвале за оригиналност, Кејџов перформанс, режију и акционе сцене. Кејџ је био номинован за Награду Сатурн за најбољег главног глумца, али је изгубио од Роберта Даунија Јуниора, који је тумачио Ајронмена у филму Осветници: Крај игре. Ово је један од последњих филмова за које је музику компоновао познати исландски композитор Јохан Јохансон, који је умро у фебруару те године. Филм му је посвећен.

## Радња
Дрвосеча по имену Ред Милер води миран и повучен живот са својом девојком Менди Блум, уметницом. Њих двоје живе у шуми, изоловани од остатка света. Једне ноћи напада их хипи култ наркомана који предводи егоманични Џеремаја Сенд. Он наређује да се Менди спали жива на Редове очи, док њега избоду ножем и оставе да искрвари. Ред, међутим, успева да се опорави и започиње своју крваву освету.

## Улоге
| Глумац          | Улога         |
| --------------- | ------------- |
| Николас Кејџ    | Ред Милер     |
| Андреа Рајзборо | Менди Блум    |
| Лајнус Роуч     | Џеремаја Сенд |
| Бил Дјук        | Карутерс      |
| Ричард Брејк    | „Хемичар”     |
| Нед Денехи      | брат Свон     |
| Олвен Фурије    | мајка Марлен  |
| Хејли Сејвел    | сестра        |
| Лине Пилет      | сестра Луси   |
| Клемент Баронет | брат Клопек   |
| Алексис Џулмонт | брат Ханкер   |
| Стивен Фрејзер  | брат Луис     |